# Gottfried Zenners Frühlings-, Sommer-, Herbst- und Winter-Parnaß
Gottfried Zenners Frühlings-, Sommer-, Herbst- und Winter-Parnaß war eine auf Unterhaltung ausgerichtete, Zeitungsnachrichten mit Bildungsgut aufwertende vierteljährlich erscheinende von Gottfried Zenner Zeitschrift des späten 17. Jahrhunderts.
Das Titelblatt der ersten Nummer lautete:
Gottfried Zenners, Altenb.| FrühlingsParnaß,| Oder| Abhandlung von viertzig ga-|lant-gelehrten Curiositäten, meist nach| jetziger Zeit neuesten Beg Begebenheiten.| Alls:| Vier Novellen oder neue und rare Be-|gebenheiten aus den vier Theilen der Welt,| mit ver-gnüglichen Reflexionen.| Acht galante und kurtze Memoires oder Le-|bens-Gedächtnüsse, als: Zwey Staats-Leute. Zwey| Kriegs-Helden, und zwey gelehrte Leute, aus Europens und| andern ausländischen Reichen, nach dem Alphabet, teils| dieses, theils anderer seculorum.| Sechs neue Partikularitäten, den Krieg und| Frieden, die Religion, den Staat oder Regiment,| die Literatur, und endlich den Privat Stand, die Commercien und Handlung, oder Inventirung fürtreffliche Künste| betreffend, mit gute Observationen| Acht sonderbahre Themata oder Sätze aus| vielen Disciplinen, mit ausführlichen Discu-|sen und Explicationen.| Zehn neue Curiositäten, aus so vielen souverainen| Reichen Europens. mit nöthigen Anmerckungen.| Vier neue Bücher verschiedene Arten, dabey An-|laß von vielen andern zu discuriren genommen wird, mit| aller Orts nützlicher Anweisung der Schrifften.| [Linie]| Franckfurt und Leipzig,| Verlegts AUGUSTUS BOETIUS.| 1692.
Zenners zweites Zeitschriftenprojekt jener Jahre erschien in sechs Jahrgängen 1692 bis 1696 bei August Boetius in Gotha, die Verlagsorte Frankfurt und Leipzig notieren die Präsenz auf den Messen. Das Angebotsformat ist interessant auf Abwechslung und einen breiten Themenfächer hin gestaltet: Ausgangspunkt sind Nachrichten (Novellen), die in einem die bunte Mischung garantierenden Modus zusammengestellt werden. Es gibt in jeder Nummer die vier Kontinente, und damit neben Nachrichten aus Europa gleichrangig Nachrichten aus Asien, Afrika und den beiden Amerikas. Hinzu kommen, wie das erste Titelblatt notiert, biographische Sketche gleichrangig zu Themen der Geschichtsschreibung und Nachrichten aus einem garantierten Spektrum der Wissensfelder zwischen Krieg und Literatur (im Sinne von Wissenschaften). Zudem gibt es einen Abspann mit Couriositäten, d. h.: berichtenswert Erscheinendem. Unter den Kontinenten eröffnen dann Zeitungsmeldungen des letzten Vierteljahres, die ihm zu gelehrten und unterhaltsamen Kommentaren Raum bieten. Die Lektüre ist auf Abwechslung ausgerichtet. Die Biographien können von Königen oder antiken Autoren stammen; es gilt, jeweils, einen Ausgangspunkt zu einer Reflexion zu gewinnen, die "curieuses" Wissen zum Thema einzustreuen erlaubt. Technische Erfindungen können eine solche Reflexion gewinnen – etwa die neuen Ausrüstungen englischer Kriegsschiffe, die es erlauben, gegnerische Schiffe schubweise mit Granaten zu beschießen, und die das Entern schwer machen.
Die Zeitungsnachrichten sind dank der Vorentscheidung für die vier Kontinente (noch ist Australien nicht entdeckt) gezielt international ausgewählt. Blicke nach Ostasien sind "curieuse" Unterhaltung, die Vorrede der ersten Nummer rechtfertigt das Curiose als Selektionskriterium. Die einzelnen Beiträge haben im Gegensatz zu Zenners gleichzeitigen Novellen aus der gelehrten und curiösen Welt keinen zusammenhaltenden Erzählrahmen. Wie in der zeitgenössischen Zeitungsberichterstattung erhält man den Ort samt Nachricht und dann nach einigen Nachrichten gebündelt ein längeres Räsonnement.